# Јавни говор
Јавни говор, такође називан беседништво или беседа, традиционално је обележавао разговор очи у очи уживо пред публиком. Данас укључује било који облик говора (формално и неформално) упућен публици, укључујући унапред снимљени говор који се преноси на велику удаљеност помоћу технологије. Конфучи, један је од научника ког повезују са јавним наступом, једном приликом је изјавио да ако је говор добар, као такав утицаће на животе појединаца без обзира да ли су га слушали директно или не. Његова идеја је била да речи и поступци моћног говорника могу утицати на свет.
Јавни говор се користи у многе различите сврхе, али обично као мешавина подучавања, убеђивања или забаве. Сваки од ових облика захтева мало другачије приступе и технике. Јавни говор се развио као примарна сфера знања у Грчкој и Риму, где су га истакнути мислиоци категорисали као централни део реторике. Данас, уметност јавног говора развијена је захваљујући новој технологији као што је видео конференција, мултимедијалне презентације и друге нетрадиционалне форме, али суштине остају исте.

## Сврха јавног говора
Функција јавног говора у потпуности зависи од тога какав утисак говорник намерава да остави када се обраћа одређеној публици. Исти говорник, са истом стратешком намером, може одржати другачији говор пред две различите публике. Поента је у томе да се нешто промени, у срцима, умовима или поступцима публике. Упркос свом називу, јавни говор се често пружа и одређеној публици које деле исто мишљење. Публика могу бити говорникови обожаваоци или могу бити непријатељски настројени (нису присуствовали догађајима редовно или из ината) или могу бити случајни страници (равнодушан према говорнику који стоји на импровизованој бини на улици). Ипак делотворни говорници памте да мала публика није маса људи који имају усто размишљање, него да је то маса састављена од појединачног појединца. 
Kao oпшта констатација, јавни говор настоји да увери забринуту публику, или да пробуди самозадовољну публику на нешто значајно. Након што одлучи који од ових приступа му је потребан, говорник ће комбиновати информације и методе приповедања тако да достигне жељена уверења. 

### Убеђивање
Реч убеђивање потиче од латинске речи "persuadere.” Главни циљ уведљибог говора је да промени уверења његове публике. Примери убедљивог говора могу се наћи у свакој политичкој дебати у којој лидери покушавају да убеде своју публику, било да је то шира јавност или чланови владе.
Уверљиво говорење се може дефинисати као стил говора у коме постоје четири дела процеса: онај ко убеђује, публика, метод којим говорник говори и порука коју говорник покушава да спроведе. Када покушава да убеди публику, говорник иде на осећања и уверења публике, како би им променио мишљење.
Постоје различите технике које говорник може користити да добије подршку публике. Неке од главних техника би укључивале захтевање од публике да крену у акцију, коришћење ефикасног језика („ми“ и „нас“) да би публика и говорник изгледали као да су једно, и одабир специфичних речи које имају снажно симболичко значење повећавајући утицај поруке. Постављање реторичких питања, генерализовање информација (укључујући анегдоте), преувеличавање значења, коришћење метафора и примена ироније на ситуације су друге методе у којима говорник може повећати шансе да убеди публику. Постављање реторичких питања, генерализовање информација (укључујући анегдоте), преувеличавање значења, коришћење метафора и примена ироније на ситуације су друге методе у којима говорник може повећати шансе да убеди публику.

### Образовање
Знање се може пренети јавним говором. Популаран пример образовног јавног говора је ТЕД говори (TED talks), говорник ће информисати слушаоце о разним темама, као што су наука, физика, биологија, технологија, религија, економија, људско друштво, астрономија, студије животиња, психологија и многе друге.ТЕД говорници такође деле своја лична искуства са трауматским животним догађајима, као што су злостављање, малтретирање, туга, напад, самоубилачке идеје и/или покушаји, искуства блиске смрти и менталне болести, или користе своју платформу за подизање свести и прихватање инвалидитета, лица. разлике, Ел-Џи-Ти-Би (LGTB) права, права жена и дискриминација животне околности.

### Интервенција
Интервентни стил говора је релативно нов метод говора који је предложио теоретичар реторике по имену Вилијам Р. Браун (Wiliam R. Braun).  Овај стил се врти око чињенице да људи стварају симболично значење за живот и ствари са којима комуницирамо око њих.Због тога се симболичко значење свега мења у зависности од начина на који комуницирамо. Када се комуникацији приступа интервентним стилом, комуникација се сматра одговорном за промене у понашању и начину на који разматрамо значење предмета, идеологија и свакодневног живота.
Из интервентне перспективе, када појединци комуницирају, они се саосећају са оним што је већ реалност и може “shift symbolic reality.” Овај приступ комуникацији такође обухвата могућност или идеју да можемо бити одговорни за неочекиване исходе због онога што и како комуницирамо. Ова перспектива такође проширује обим фокуса са једног говорника који врши утицај на друге говорнике који такође комуницирају и врше утицај говором, утичући на свет око нас.

## Историја

### Грчка
Иако постоје докази о обуци јавног говора у старом Египту, први познати рад о беседништву, написан пре више од 2000 година, који потиче из античке Грчке. Овај рад је разрађен на принципима извученим из праксе и искуства древних грчких беседника. 
Аристотел је први забележио учитеље беседништва како користе коначна правила и моделе. Један од његових кључних увида био је да говорници увек комбинују, у различитом степену, три ствари: расуђивање, акредитиве и емоције, које је назвао Логос (Logos), Етос (Ethos) и Патос (Pathos). Аристотелово дело постало је део образовања из области слободне уметности током средњег века и ренесансе. Класична античка дела која су написали стари Грци приказују начине помоћу којих су подучавали и развијали уметност јавног говора пре хиљаду година. 
У класичној Грчкој и Риму, реторика је била главна компонента композиције и излагања говора, а обе су биле кључне вештине које су грађани користили у јавном и приватном животу. У старој Грчкој грађани су говорили у своје име, а не професионалци, попут савремених адвоката, да говоре уместо њих. Сваки грађанин који је желео да успе на суду, у политици или у друштвеном животу морао је да научи технике јавног говора. Реторичке алате је прво подучавала група наставника реторике званих софисти (Sophists) који су били познати по томе што су учили студенте који плаћају како да ефикасно говоре користећи методе које су развили. Одвојено од софиста, Сократ (Sokrates), Платон (Plato) и Аристотел (Aristotle) су развили сопствене теорије јавног говора и подучавали овим принципима ученике који су желели да науче вештине реторике. Платон и Аристотел су подучавали ове принципе у школама које су основали, Академију и Средњу школу. Иако је Грчка на крају изгубила политички суверенитет, Римљани су готово идентично усвојили грчку културу обуке јавног говора. 
Демостен (Demosthenes) је био познати говорник из Атине. Након што му је отац умро када је имао 7 година, имао је три законска старатеља који су били Афоб (Aphobus), Демофон (Demophon) и Терипид (Theryppides). Његова инспирација за јавно наступање дошла је након што је сазнао да су његови старатељи опљачкали новац његовог оца остављен за његово образовање. Први пут је био изложен јавном говору када му је тужба захтевала да говори пред судом. Демостен (Demosthenes) је након тога почео више да се бави јавним говором и познат је по томе што је забадао каменчиће у уста како би помогао у изговору, говорио док трчи како не би изгубио дах док говори и вежбао причање испред огледала како би побољшао своје презентовање јавности.
Када је Филип други (Philip II), владар Македоније, покушао да покори Грке, Демостен је одржао говор под називом Kata Philippou A. У овом говору он је осталим Грцима говорио о томе зашто се супротставио Филипу II и зашто им је он био претња. Овај говор је био један од првих говора који су били познати као (as Philippics). Имао је и друге говоре познате као Олинтијаци и ови говори заједно са Филипима су коришћени да натерају људе у Атини да се окупе против Филипа другог (Philip II). Демостен је био познат по томе што се залагао за независност.

### Рим
У политичком успону Римске републике, римски говорници су копирали и модификовали древне грчке технике јавног говора. Настава из реторике се развила у потпуни наставни план и програм, укључујући наставу из граматике (проучавање песника), прелиминарне вежбе (progymnasmata) и припрему јавних говора (декламације) у форензичким и делиберативним жанровима. Латински стил реторике био је под јаким утицајем Цицерона (Cicero) и укључивао је снажан нагласак на широко образовање у свим областима хуманистичких студија слободних уметности, укључујући филозофију. 
Друге области проучавања укључивале су употребу духовитости и хумора, позивање на емоције слушаоца и употребу дигресија. Говорништво у Римском царству, иако мање централно у политичком животу него у данима Републике, остало је значајно у закону и постало велики облик забаве. Чувени говорници су постали као славне личности у старом Риму — веома богати и истакнути чланови друштва. Латински стил је био примарни облик говора до почетка 20. века. После Другог светског рата, међутим, латински стил говора почео је постепено да излази из стила јер се тренд китњастог говора сматрао непрактичним. Ова културна промена је вероватно имала везе са успоном научног метода и нагласком на „обичном“ стилу говора и писања. Чак је и формално говорништво данас много мање украшено него што је било у класичној ери.

## Глософобија
Страх од јавног говора, познат као глософобија или анксиозност јавног говора, се често помиње као једна од најчешћих фобија.
Разлог је неизвестан, али се спекулише да је овај страх исконски, као што се животиње плаше да их виде предатори.
Међутим, стрепња која се јавља када се говори у јавности може имати бројне узроке, као што је социјални анксиозни поремећај или претходно искуство јавног понижавања.

## Тренинг
Ефикасан јавни говор се може развити придруживањем клубу као што је Рострум, Тоастмастерс Интернатионал, Асоцијација клубова говорника (АСЦ) или Спеакинг Цирцлес, у којима се члановима додељују вежбе за побољшање говорних вештина. Чланови уче посматрањем, а вежбају и усавршавају своје вештине слушајући конструктивне предлоге, након чега следе нове вежбе јавног говора.

### Toastmasters International
Тоастмастерс Интернатионал је организација за јавни наступ са преко 15.000 клубова широм света и више од 300.000 чланова.[29] Ова организација помаже појединцима у њиховим вештинама јавног говора, као и другим вештинама које су им неопходне да расту и постану ефикасни говорници. Чланови клуба се састају и заједно раде на својим вештинама; сваки члан вежба да држи говоре, док остали чланови оцењују и дају повратне информације. Постоје и други мали задаци које чланови раде, као што је вежбање импровизованог говора говорећи о различитим темама без ичега планираног. Сваки члан има специфичну улогу, а све ове улоге помажу у процесу стицања њихових вештина као јавних говорника и као лидера. Број улога омогућава сваком члану да говори бар једном на састанцима. Чланови такође могу да учествују у разним такмичењима у говору, у којима се победници могу такмичити на Светском првенству у јавном говору.

### Rostrum
Рострум је још једна организација за јавни наступ, основана у Аустралији, са више од 100 клубова широм земље. Ова организација има за циљ да помогне људима да постану бољи комуникатори, без обзира на прилику. На састанцима говорници могу да стекну вештине презентујући говоре, док чланови дају повратне информације онима који излажу. Квалификовани говорни тренери такође присуствују овим састанцима, и дају професионалне повратне информације на крају састанака. Постоје и такмичења која се одржавају за чланове за учешће. Онлајн клуб је такође доступан за чланове, без обзира где живе.
У новом миленијуму дошло је до значајног повећања броја решења за обуку, понуђених у виду видео и онлајн курсева. Видео снимци могу да пруже симулиране примере понашања за опонашање. Професионални јавни говорници се често ангажују у сталној обуци и образовању како би усавршили свој занат. Ово може укључивати тражење смерница за побољшање њихових говорних вештина, као што је учење бољих техника приповедања, учење како да се ефикасно користи хумор као средство комуникације и континуирано истраживање у области њихове теме.

## Професионални звучници
Јавни наступ за пословне и комерцијалне догађаје често обављају професионалци, чија је стручност добро утврђена. Ови говорници се могу уговорити независно, кроз заступање од стране бироа говорника или на други начин. Јавни говор игра велику улогу у професионалном свету. У ствари, верује се да 70 одсто свих послова укључује неки облик јавног наступа.

## Савременост

### Технологија
Нова технологија је такође отворила различите облике јавног говора који су нетрадиционални, као што су ТЕД говори, конференције које се емитују широм света. Овај облик јавног говора створио је ширу базу публике јер јавно говорење сада може да досегне и физичку и виртуелну публику. Ова публика може да гледа из целог света. Јутјуб је још једна платформа која омогућава јавном наступу да допре до веће публике. Нa Јутјуб-у, људи могу да постављају видео снимке о себи. Публика може да гледа ове видео снимке за све врсте намена.
Мултимедијалне презентације могу да садрже различите видео клипове, звучне ефекте, анимације, ласерске показиваче, кликере на даљинском управљачу и бескрајне тачке. Све то доприноси презентацији и развија наше традиционалне ставове о јавном говору.
Јавни говорници могу користити системе одговора публике. За велике скупове, звучник ће обично говорити уз помоћ разгласа или микрофона и звучника.
Ови нови облици јавног говора, који се могу сматрати нетрадиционалним, отворили су дебате о томе да ли су ови облици јавног наступа заправо јавни говор. Многи људи сматрају да емитовање на Јутјуб-у није прави облик јавног говора јер не постоји стварна и физичка публика. Други тврде да је јавно говорење окупљање групе људи како би их додатно образовали без обзира на то како или где се публика налази. 

### Телекомуникације
Телекомуникације и видео конференције су такође облици јавног говора. Дејвид М. Фетерман са Универзитета Станфорд написао је у свом чланку Видеоконференција преко Интернета из 1997. године: „Технологија видеоконференције омогућава географски различитим странама да се чују и виде обично преко сателитских или телефонских комуникационих система.“ Ова технологија је корисна за велике конференцијске састанке и комуникацију лицем у лице између странака без захтевања непријатности приликом путовања.

### Значајни савремени теоретичари
Харолд Ласвел је развио Ласвелов модел комуникације. Постоји пет основних елемената јавног говора који су описани у овој теорији: комуникатор, порука, медиј, публика и ефекат. Укратко, говорник треба да одговара на питање „ко коме шта каже на ком каналу са којим ефектом?“